# Lai Vung
Lai Vung là một xã thuộc tỉnh Đồng Tháp, Việt Nam. Xã được thành lập vào ngày 16/06/2025 sau khi sáp nhập 4 xã: Định An, Định Yên, Tân Phước và Tân Thành, theo Nghị quyết 1663/NQ-UBTVQH15.

## Địa lý
Xã Lai Vung nằm ở phía Nam tỉnh Đồng Tháp, có vị trí địa lý:
- Phía đông giáp xã Hòa Long và xã Phong Hòa
- Phía tây giáp phường Mỹ Thới, tỉnh An Giang và phường Thốt Nốt, thành phố Cần Thơ
- Phía nam giáp phường Tân Lộc, thành phố Cần Thơ
- Phía bắc giáp xã Lấp Vò

## Hành chính
Xã Lai Vung mới sau sáp nhập kế thừa 20 ấp của 4 xã:

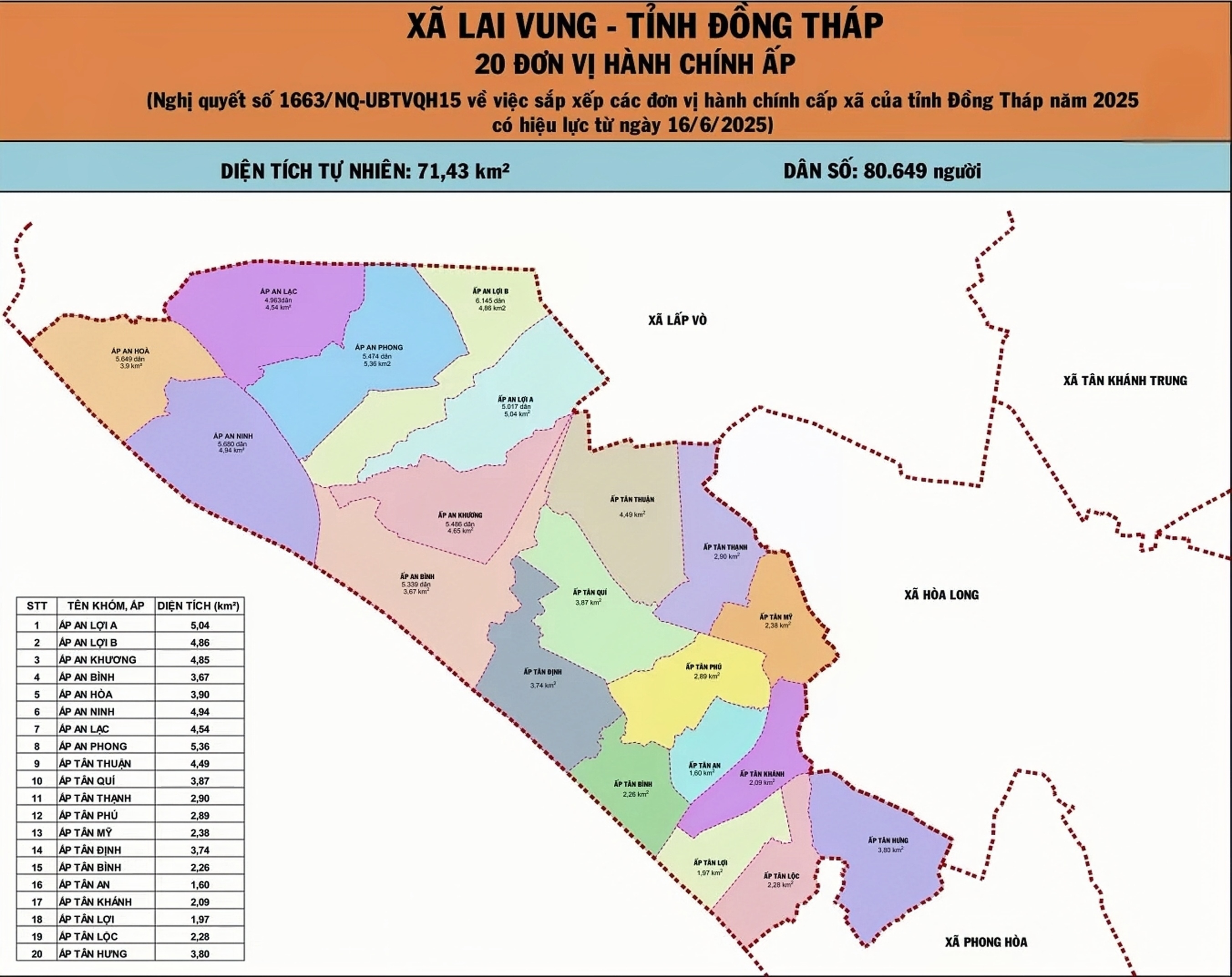
Bản đồ Hành chính xã Lai Vung

- Định Yên gồm 4 ấp: Ấp An Lợi A, Ấp An Lợi B, Ấp An Bình, Ấp An Khương.
- Định An gồm 4 ấp: An Hòa, An Ninh, An Phong, An Lạc.
- Tân Phước gồm 5 ấp: Tân Mỹ, Tân Thuận, Tân Phú, Tân Thạnh, Tân Quí.
- Tân Thành gồm 7 ấp: Tân An, Tân Bình, Tân Định, Tân Lợi, Tân Lộc, Tân Khánh, Tân Hưng.

## Lịch sử hành chính
Dưới thời Pháp thuộc, địa danh Lai Vung xuất hiện trong các tài liệu hành chính từ thế kỷ XIX. Theo tài liệu Monographie de la province de Sadec (1903), chợ Lai Vung là một trong 16 chợ lớn của tỉnh Sa Đéc, thuộc làng Tân Lộc, tổng An Thới.
Ngày 1 tháng 4 năm 1916, chính quyền Pháp chia tỉnh Sa Đéc thành ba quận: Châu Thành, Cao Lãnh và Lai Vung. Quận Lai Vung khi đó là đơn vị hành chính chính thức đầu tiên mang tên Lai Vung.
Sau năm 1954, chính quyền Việt Nam Cộng hòa giải thể tỉnh Sa Đéc, sáp nhập địa bàn quận Lai Vung vào tỉnh Vĩnh Long. Đến năm 1962, vùng này được tách ra thành quận mới mang tên Đức Thành.
Năm 1966, tỉnh Sa Đéc được tái lập với 4 quận: Sa Đéc, Đức Tôn, Đức Thành và Lấp Vò. Quận Đức Thành lúc này có 8 xã, tương ứng với khu vực huyện Lai Vung ngày nay.
Sau năm 1975, quận Lấp Vò và Đức Thành được sáp nhập thành huyện Thạnh Hưng, thuộc tỉnh Đồng Tháp. Đến ngày 27 tháng 6 năm 1989, theo Quyết định số 77-HĐBT của Hội đồng Bộ trưởng Việt Nam, huyện Thạnh Hưng được chia tách thành hai huyện mới: huyện Thạnh Hưng và huyện Lai Vung.
Khi thành lập lại năm 1989, huyện Lai Vung có 11 xã: Tân Thành, Long Hậu, Vĩnh Thới, Tân Hoà, Tân Phước, Long Thắng, Phong Hoà, Tân Dương, Hoà Long, Hoà Thành và Định Hoà; tổng diện tích 23.864 ha và dân số khoảng 142.000 người.
Ngày 30 tháng 7 năm 1994, Chính phủ ban hành Nghị định 76-CP về việc điều chỉnh địa giới hành chính một số xã thuộc tỉnh Đồng Tháp; theo đó, thành lập thị trấn Lai Vung trên cơ sở tách một phần diện tích và dân số của xã Hòa Long thuộc huyện Lai Vung.
Ngày 16 tháng 6 năm 2025, Ủy ban Thường vụ Quốc hội Việt Nam ban hành Nghị quyết 1663/NQ-UBTVQH15 về việc sắp xếp các đơn vị hành chính cấp xã của tỉnh Đồng Tháp. Theo đó, hợp nhất 4 xã: Định An, Định Yên, Tân Phước và Tân Thành để thành lập xã mới lấy tên là Lai Vung. Nghị quyết có hiệu lực từ ngày 1 tháng 7 năm 2025.

## Tên gọi
Tên gọi Lai Vung được ghi nhận lần đầu tiên vào khoảng năm 1820, trong sách Gia Định thành thông chí của học giả Trịnh Hoài Đức – một công trình địa chí quan trọng của thời nhà Nguyễn. Trong phần mô tả hệ thống sông ngòi của trấn Vĩnh Thanh, tác giả chép: “Cường Oai giang, tục gọi là sông Lai Vung”.
Câu ghi chép trên cho thấy vào đầu thế kỷ XIX, Lai Vung đã được cư dân bản địa sử dụng rộng rãi làm tục danh dân gian cho một đoạn sông và vùng đất ven sông nơi có chợ buôn bán.
Theo nhà nghiên cứu Huỳnh Hữu Hiếu (Hội Sử học Đồng Tháp), tên Lai Vung có nguồn gốc từ tiếng Khmer: Sla tamvun (ស្លា តម្ពូល), nghĩa là cau khô rủ trên cây – một đặc sản nông nghiệp phổ biến tại làng Tân Lộc và làng Long Hậu thời khai hoang. Người Khmer gọi vùng này là Srôk Sla Tamvun (xứ cau khô) hoặc Phsar Sla Tamvun (chợ cau khô). Người Việt phiên âm thành Xla Tam Vung, rồi Xla Tầm Vung, sau đó rút gọn và Việt hóa thành Lai Vung.
Do quá trình chuyển ngữ và phiên âm từ Khmer sang chữ Nôm rồi Hán Việt, tên Lai Vung từng bị ghi sai hoặc đọc nhầm thành Lai Vum, Lai Phong, Lai Lễ, Lai Lam trong các bản dịch Gia Định thành thông chí và Đại Nam nhất thống chí.
Từ một tên sông, tên chợ, Lai Vung dần trở thành địa danh hành chính chính thức khi chính quyền Pháp lập quận Lai Vung vào năm 1916. Dù trải qua nhiều thay đổi hành chính, tên gọi này vẫn được người dân lưu giữ qua hơn 200 năm lịch sử.

## Y tế - Giáo dục
- Trường TH Định Yên 3 đạt chuẩn giai đoạn 1 năm 2016
- Trường TH Định Yên 1 vừa được công nhận giai đoạn 2 năm 2020.

## Giao thông
Có  tuyến QL54 đi qua,hệ thống giao thông ngày càng tương đối hoàn chỉnh, việc giao thương mua bán được dễ dàng, đặc biệt sau khi thông tuyến Cao Lãnh - Vàm Cống, thì lưu lượng phương tiện ngày càng gia tăng.

## Di tích - Danh thắng
- Làng chiếu Định Yên:

Ở Định Yên có làng nghề dệt chiếu rất nổi tiếng, nên ca dao ở đây đã có câu: 
Định Yên có vựa chiếu to,
có chồng xứ Định (Yên) khỏi lo chiếu nằm.
Và cũng bởi trước đây, sợ ghe mua chiếu lui bến vì đã mua đủ chuyến, cho nên hễ dệt xong vài đôi chiếu là người làm tranh thủ đem đến chợ bán ngay cả những lúc về đêm. Nên từ đó hình thành nên cái chợ chiếu ban đêm mà người ta quen gọi là "chợ ma, chợ âm phủ". Cảnh chợ ấy ngày nay không còn nữa.
- Đình Định Yên
- Chùa An Phước.

## Hình ảnh

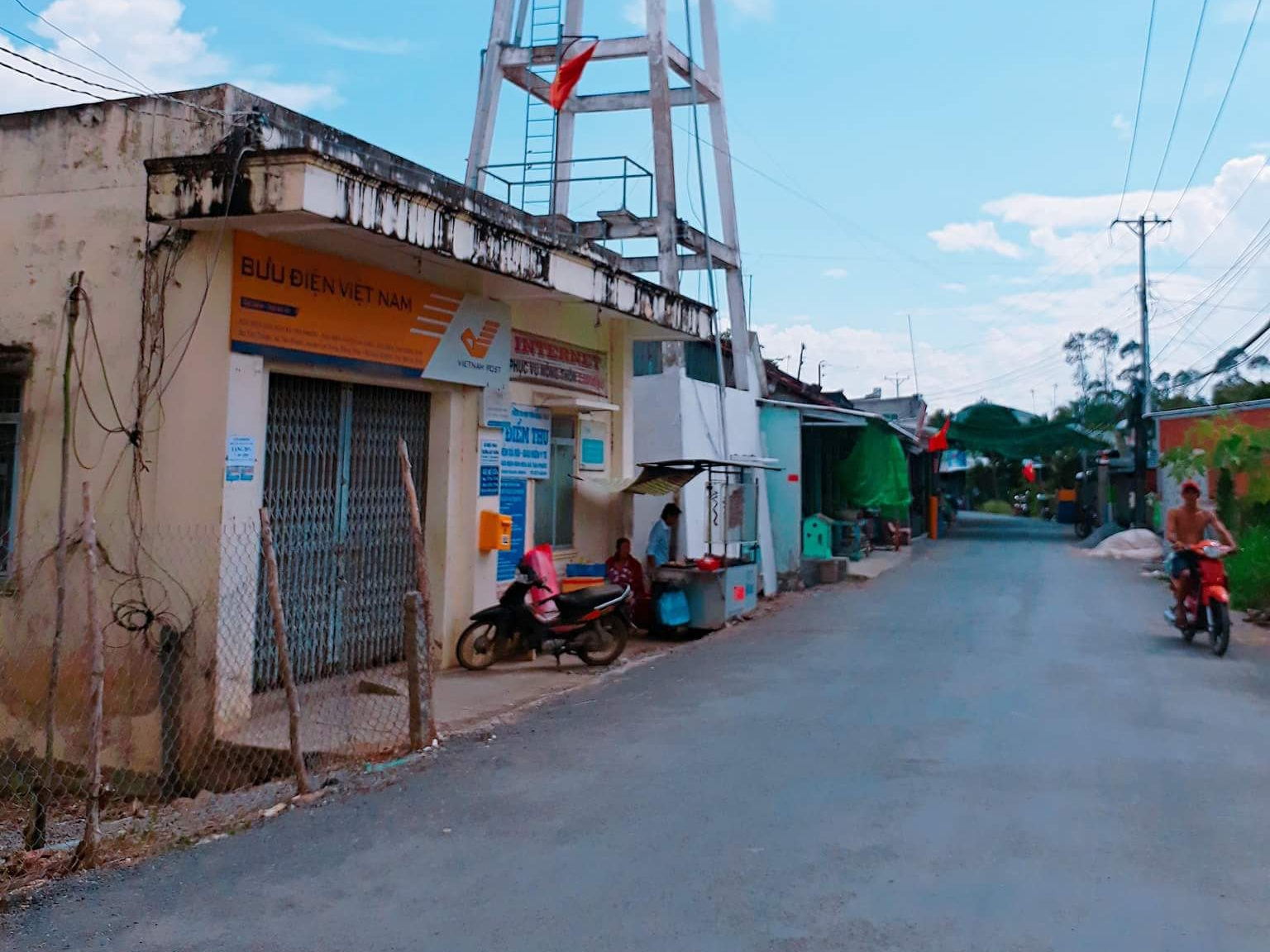
Bưu điện Rạch Miễu trên địa bàn xã
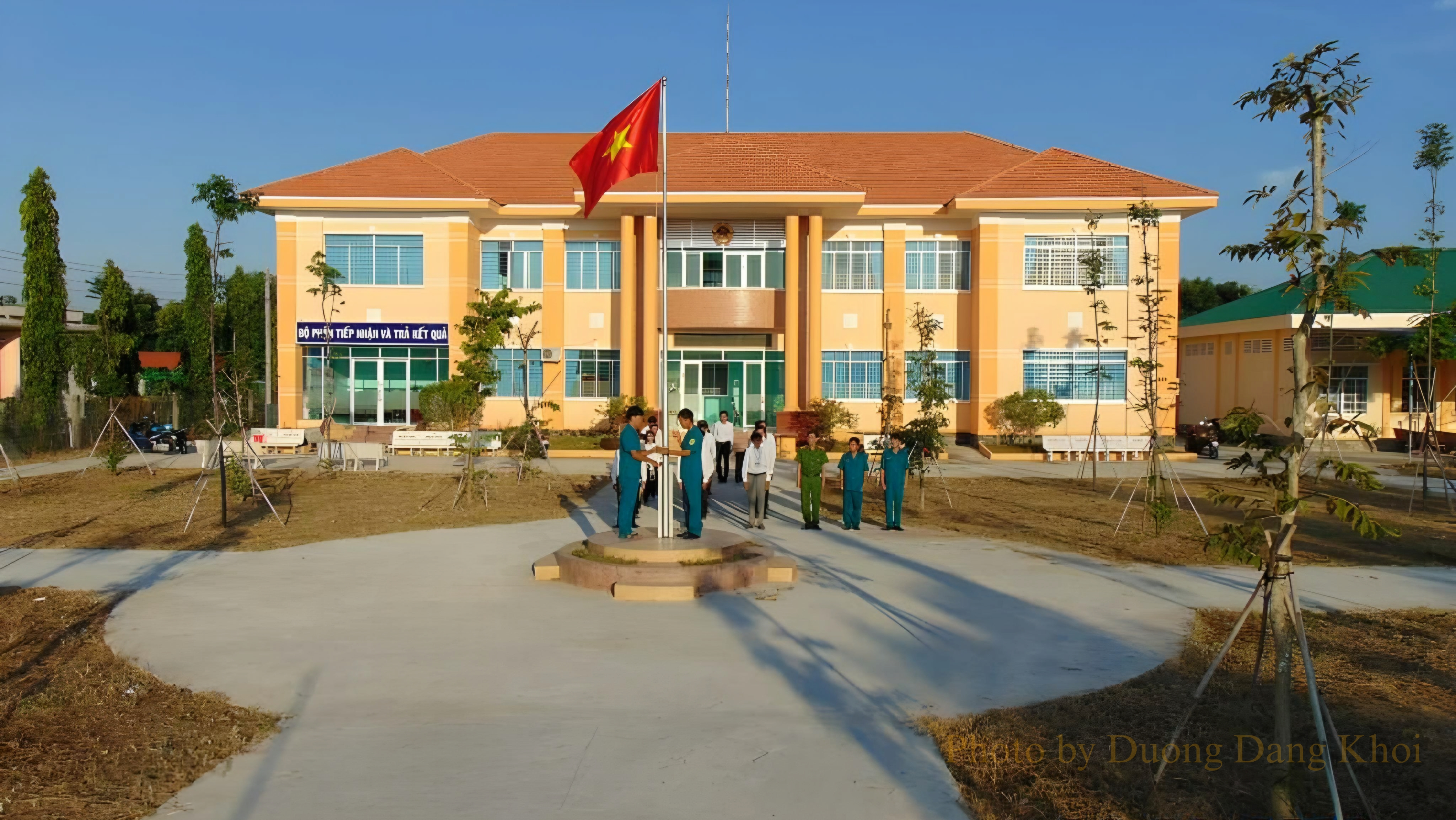
Trụ sở của UBND xã Tân Thành cũ
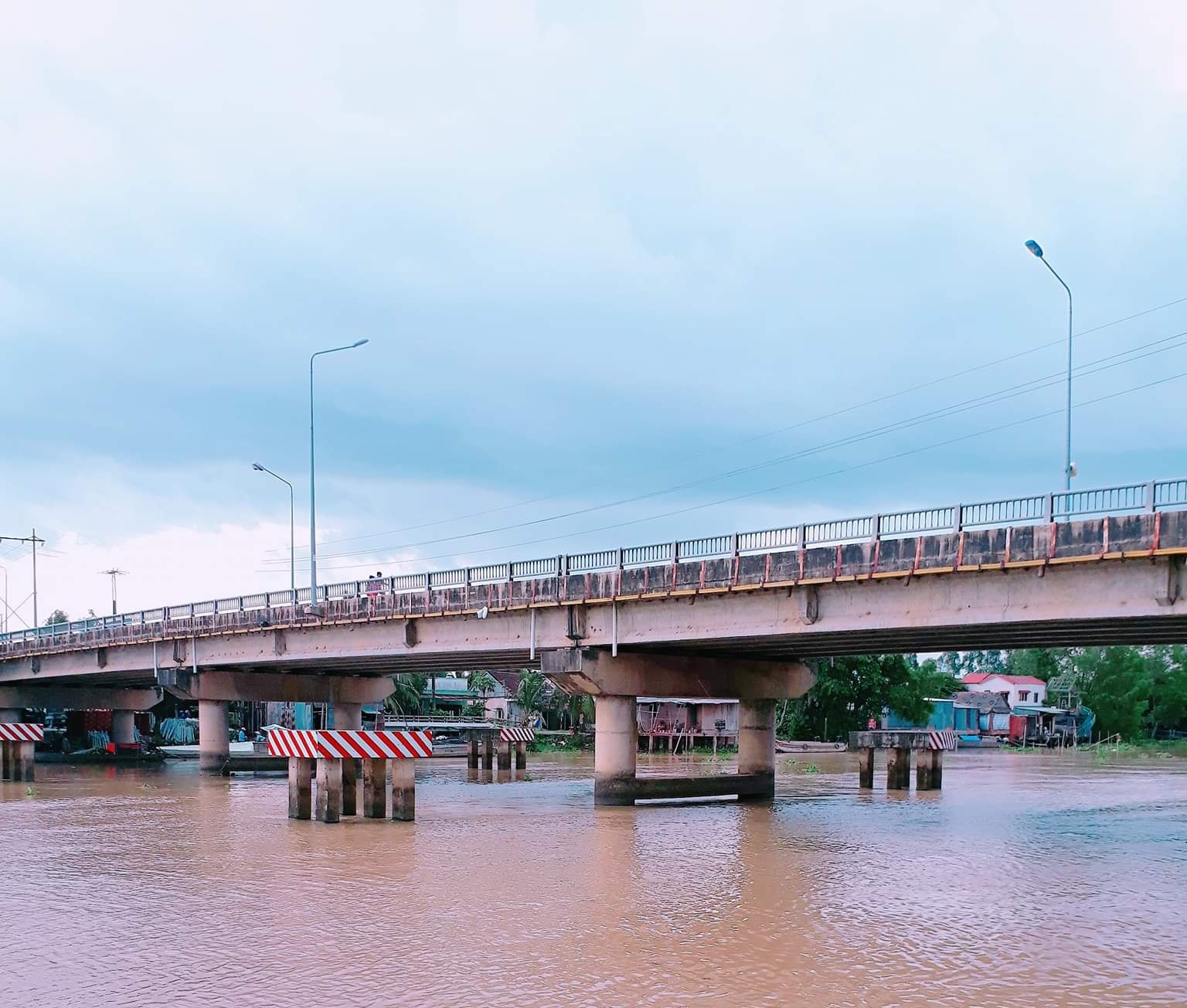
Cầu Lai Vung mới thay cho cầu Lai Vung cũ nằm trong khu vực chợ Tân Thành, bắc qua sông Lai Vung nằm trên tuyến Quốc lộ 54
Cổng Trường Trung học Phổ Thông Lai Vung 3
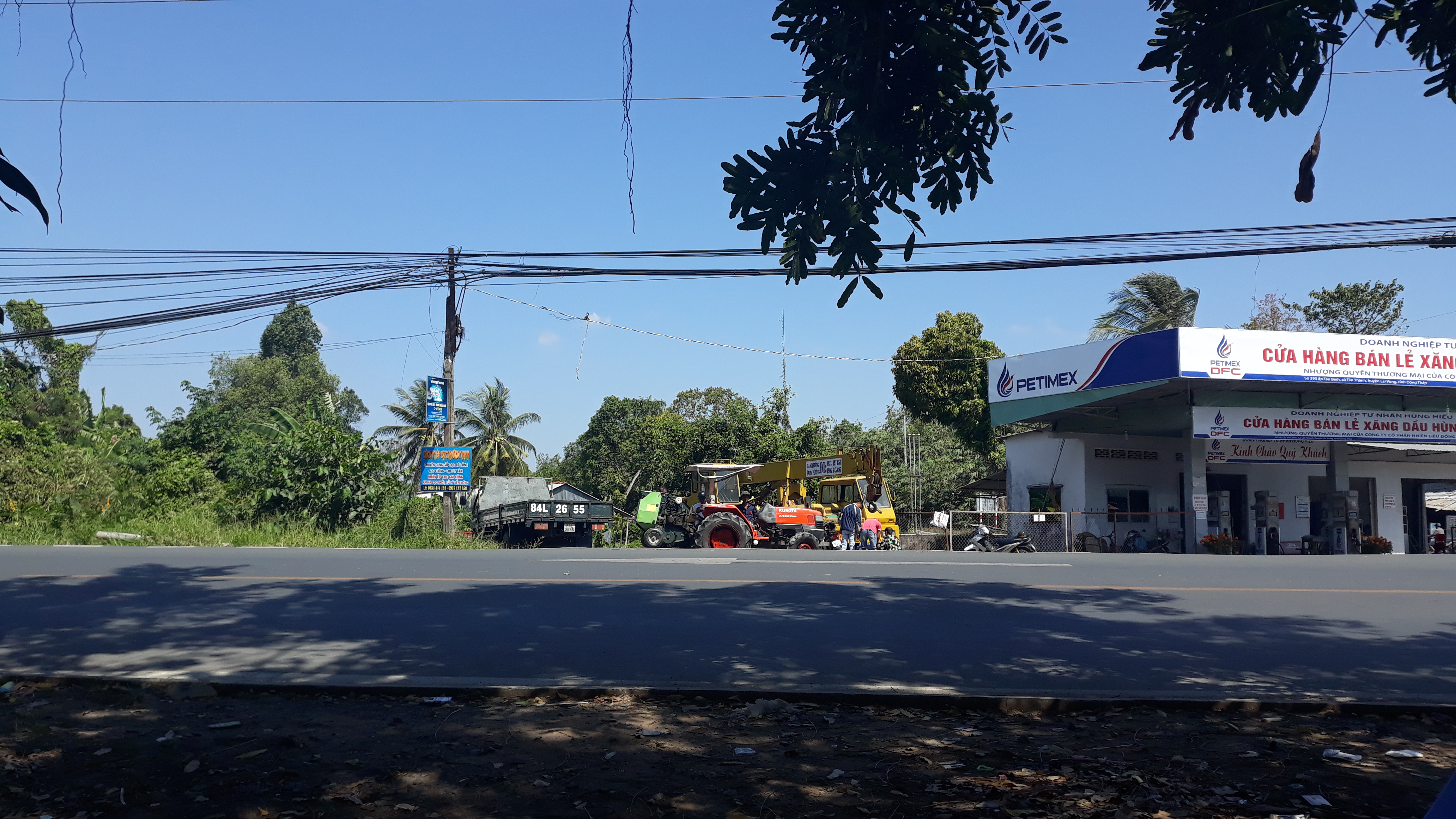
Ngã ba Rạch Dầu, nút giao nhau giữa Quốc lộ 54 và đường Ngô Gia Tự
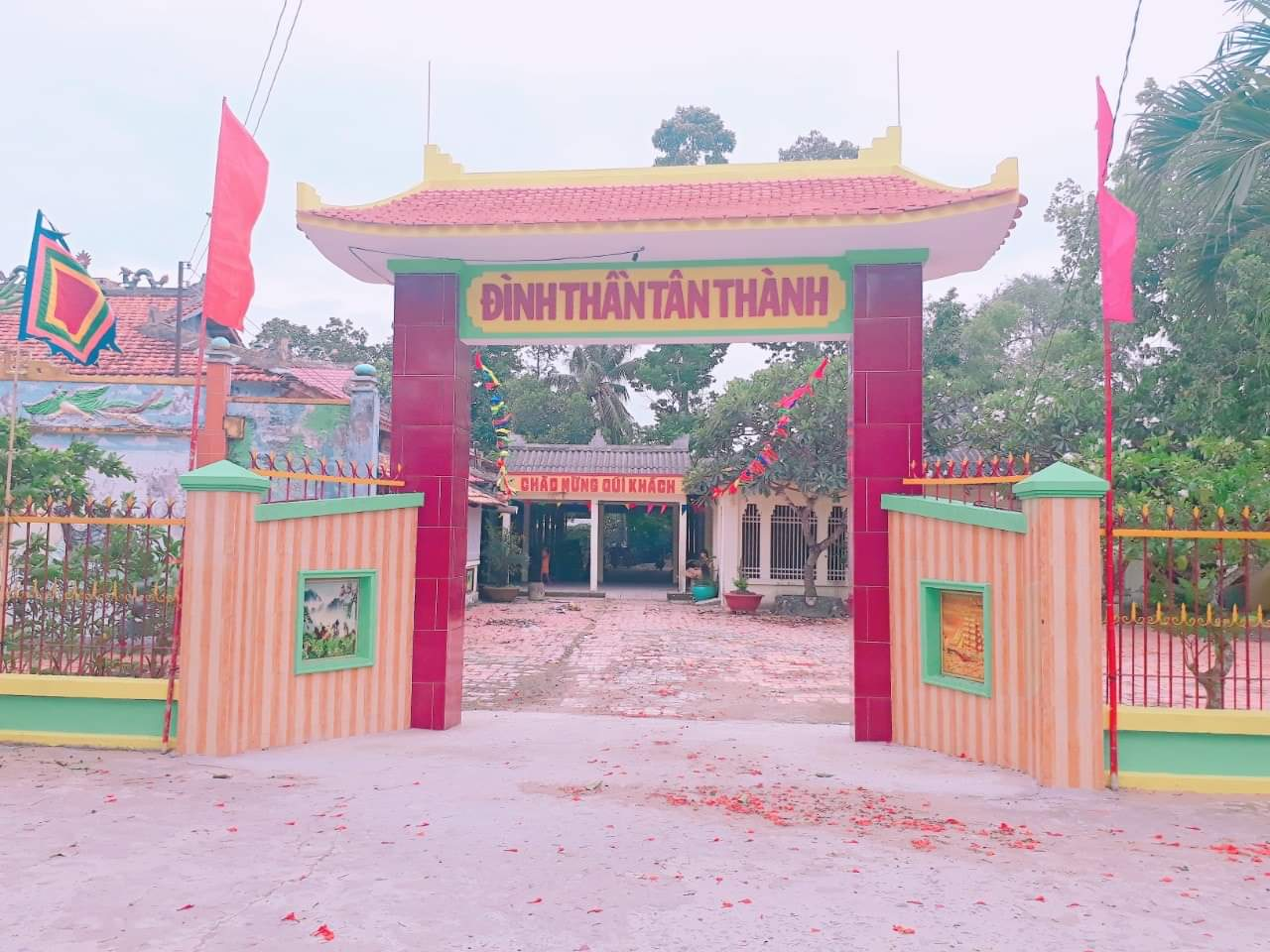
Đình thần Tân Thành
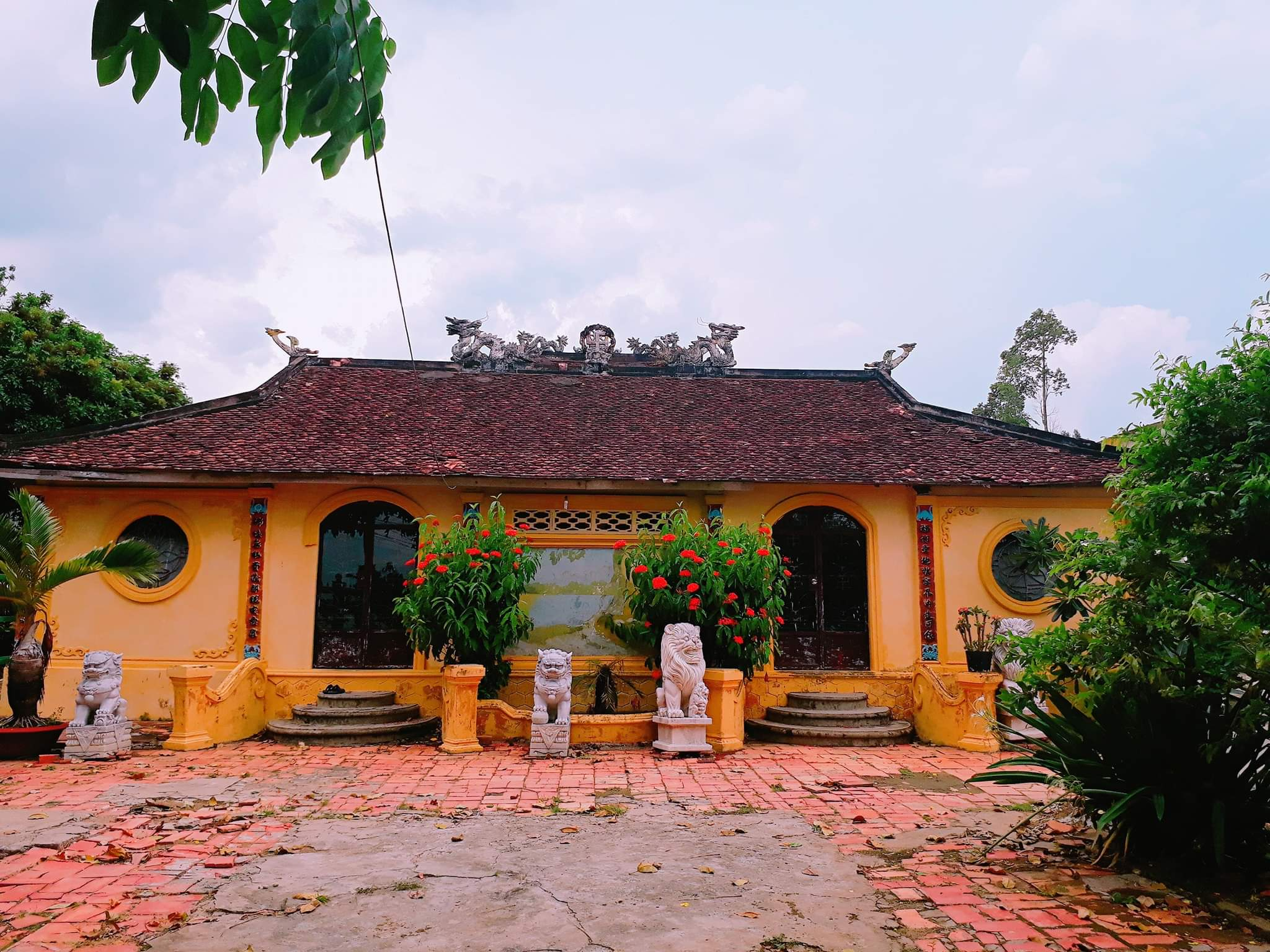
Chùa Hội Phước
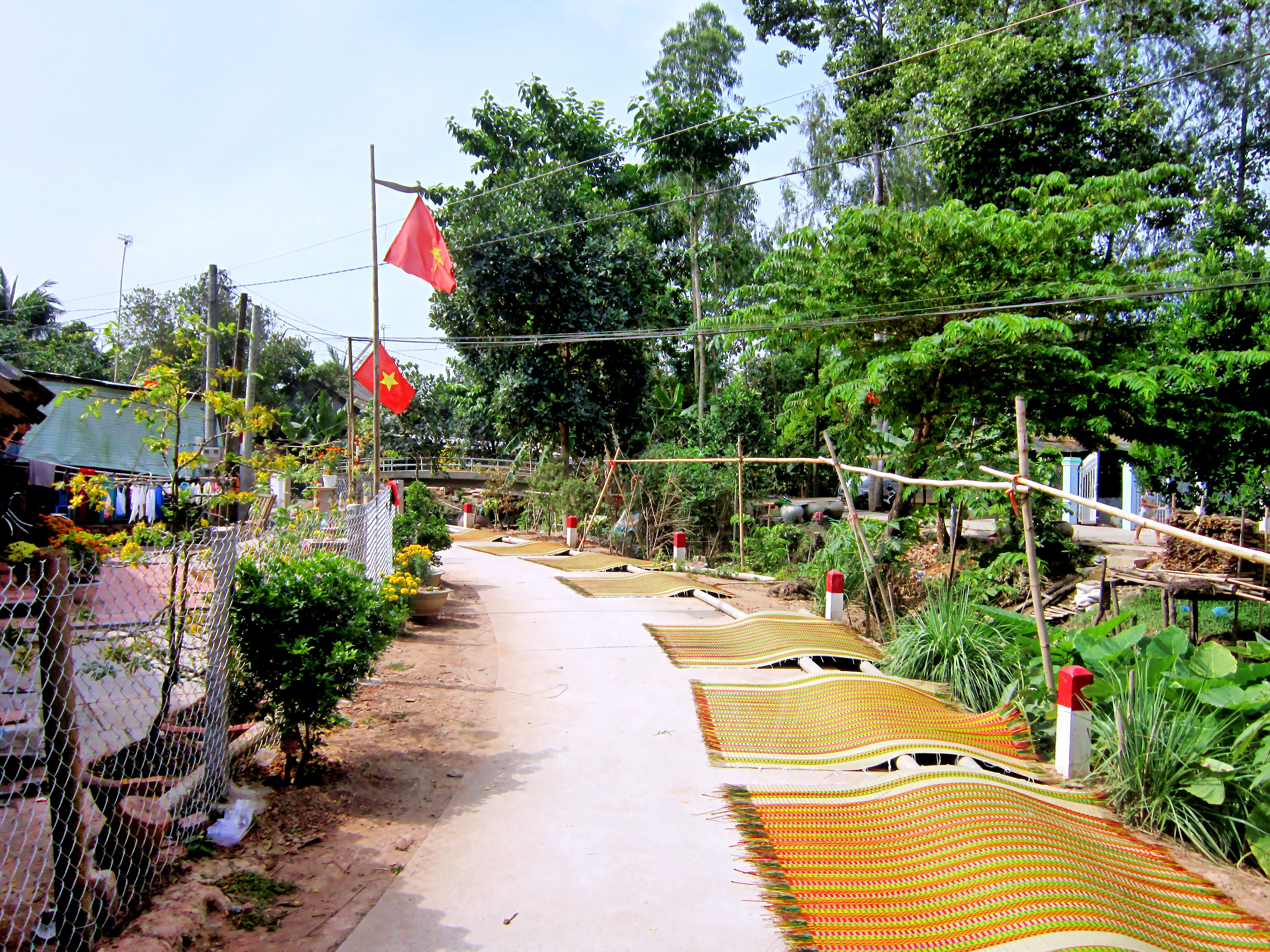
Làng chiếu Định Yên
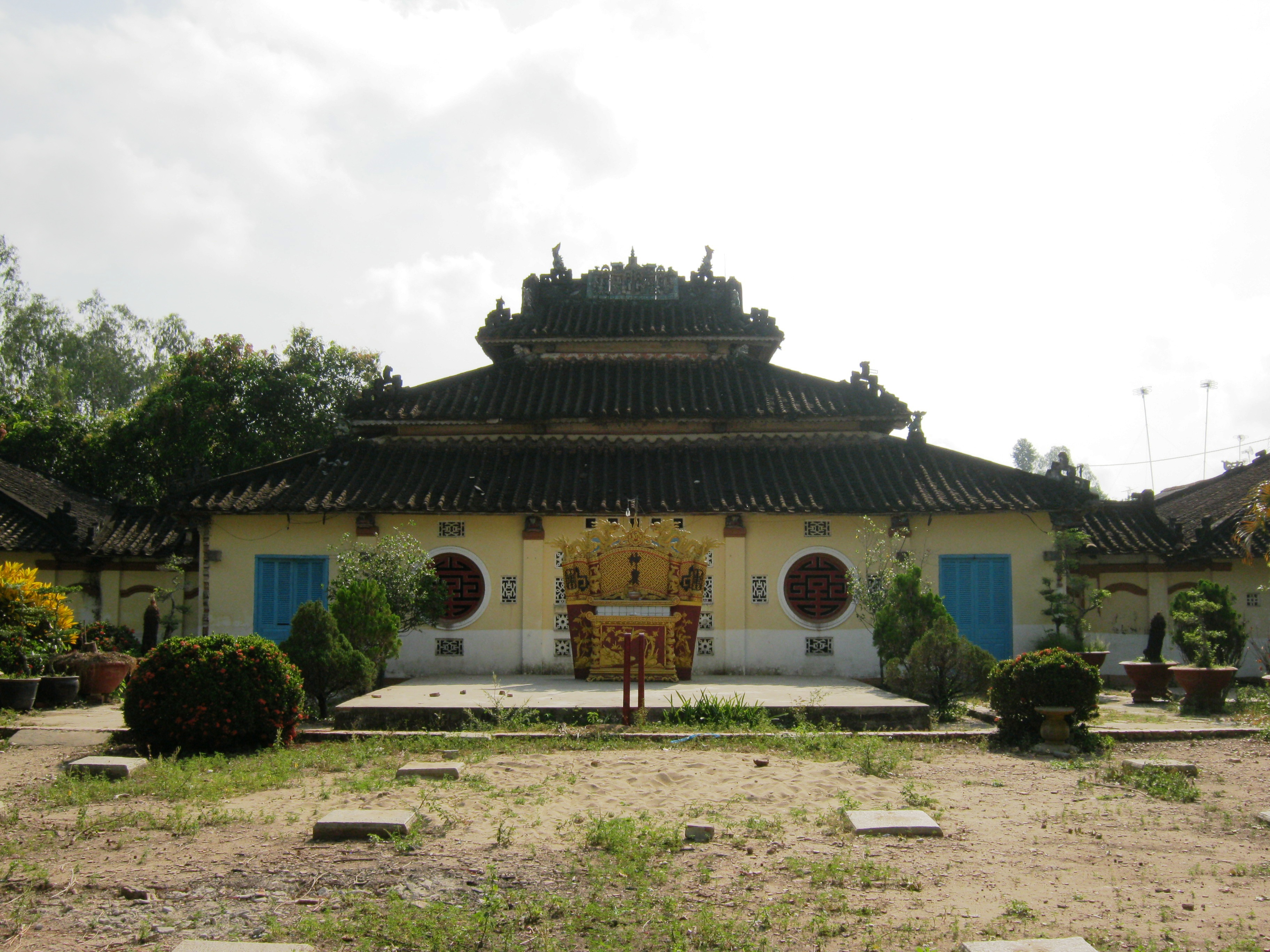
Đình Định Yên được xây dựng năm vào năm Canh Tuất (1910)